# Ottnang am Hausruck
Ottnang am Hausruck là một đô thị thuộc huyện Vöcklabruck thuộc bang Oberösterreich, Áo. Đô thị Ottnang am Hausruck có diện tích 30 km², dân số thời điểm năm 2006 là 3830 người.